# Hans Kotericzsch
Hans Kotericzsch (auch Kotheritzsch, Kodericzsch) war ein im 15. Jahrhundert lebender kurfürstlich-sächsischer Beamter, Dresdner Ratsherr und Bürgermeister.

## Leben
Kotericzsch, über dessen Herkunft nichts bekannt ist, gehörte 1438 erstmals dem Dresdner Rat an, schied jedoch schon bald wieder aus und wechselte in kurfürstliche Dienste. 1445 ist er in einer Urkunde vom 4. Mai als Vogt in Tharandt erwähnt.
Mitte des 15. Jahrhunderts kam es in Dresden zu Auseinandersetzungen zwischen dem regierenden Rat und den erstarkten Handwerkerzünften. Diese forderten eine stärkere Beteiligung an den für die Stadt wichtigen Entscheidungen und eine Verringerung der den Inhabern von Ratsämtern zustehenden Vergütungen. Kurfürst Friedrich beorderte deshalb am 26. Dezember einige Abgeordnete des Rates und Handwerksmeister nach Meißen. Offensichtlich gelang es ihm bis Ende 1455, die Streitigkeiten zunächst beizulegen. In der Bestätigungsurkunde für den neu gewählten Rat heißt es dazu:

„Sunderlich wollen wir in ernste von uch haben, das uß den gewercken und gemeynen hinfurder keynerlev heuffelung noch sampnung mit sunderlichen reten wider unsern bestetigten rat vorberurt sich ufrichten ader machen, also sich villichte furmals irhaben hatte, bey vormydung unser sweren ungnaden.“

Als neuer Bürgermeister wurde Hans Kotericzsch bestimmt. Mit der wohl unter Druck des Kurfürsten erfolgten Wahl sicherte dieser seinen Einfluss auf die Durchsetzung seiner Entscheidung und die weiteren städtischen Machtverhältnisse. Damit gelangte erstmals ein kurfürstlicher Beamter an die Spitze des Dresdner Rates, obwohl Kotericzsch mit Ausnahme seiner kurzen Ratsmitgliedschaft 1438 kein Ratsherr gewesen war.
Trotz dieser Entscheidung und eines kurfürstlichen Befehls vom 30. Juli 1457 blieben die bestehenden Konflikte nur vorübergehend gelöst. Hinzu kam, dass der 1459 erneut ins Amt berufene Kotericzsch als herzoglicher Lehnsmann bestimmte Sonderrechte beanspruchte, was ihn mit dem eigenen Stadtrat in Zwiespalt brachte. 1466 kam es erneut zu Beschwerden der Handwerker, nachdem der Rat ohne deren Wissen und Zustimmung das Stadtsiegel zugunsten eines Darlehens für Kurfürst Ernst und Herzog Albrecht den Beherzten verpfändet hatte. Diese Streitigkeiten führten in der Folge zu langwierigen Verhandlungen, Klagen und Prozessen. 1467/68 forderte die kurfürstliche Kanzlei von beiden Parteien entsprechende Schriftstücke an, um eine Entscheidung zu treffen. Im gleichen Jahr wurde Hans Kotericzsch erneut als Bürgermeister an die Spitze des Rates berufen. Im Folgejahr ist er letztmals als Ratsmitglied nachweisbar.
Am 5. Januar 1470 erfolgte schließlich der Erlass einer neuen Ratsordnung, welche die Wahl der Ratsmitglieder und des Bürgermeisters sowie die Verteilung der Ämter neu regelte. Nach dieser gab es künftig stets einen regierenden und zwei ruhende Stadträte. Derselbe Rhythmus galt auch für die gewählten Bürgermeister. In einer Ergänzungsklausel war festgelegt, dass künftig stets zwei Vertreter der Handwerker dem Rat angehören dürfen.